# دنیاگیری کووید-۱۹ در کوزوو
دنیاگیری کووید-۱۹ در کوزوو بخشی از دنیاگیری بیماری کروناویروس ۲۰۱۹ در جهان است. اولین مورد تأیید شده در کوزوو در ۱۳ مارس ۲۰۲۰ در شهر ویتیا اعلام شد.